# Muhadjir

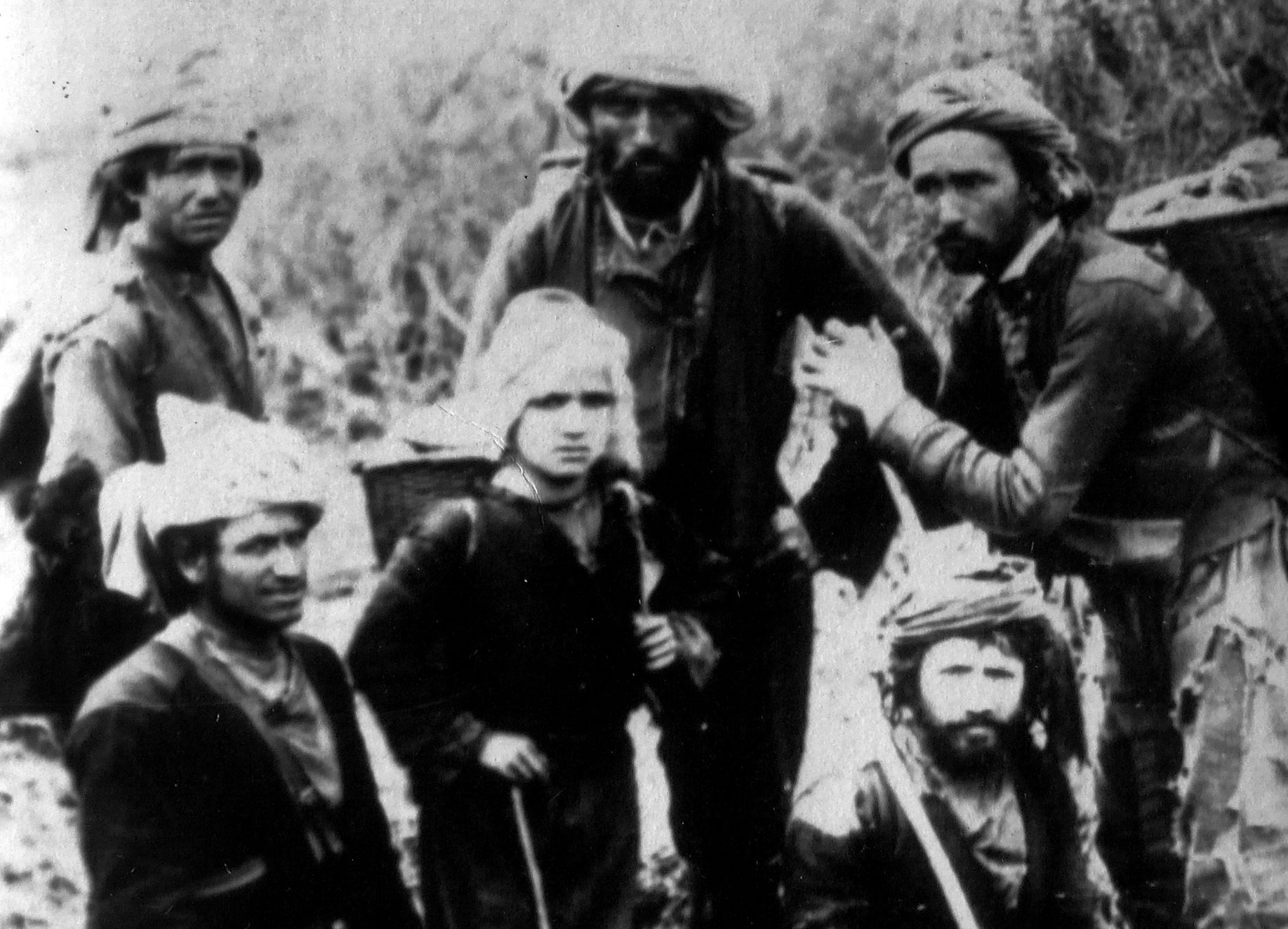
Muhajirs réfugiés musulmans d'Adjarie après la guerre russo-turque,

Le terme de Muhadjir ou muhâjir (arabe : مهاجر, émigrants, exilés, réfugiés), au pluriel muhâjirûn (مهاجرون), désigne les premiers convertis à l'islam, proches du prophète Mahomet, qui ont émigré avec lui lors de l'Hégire. Les premiers musulmans de Médine s'appellent les Ansars (« aideurs »). Muhâjirûn est un mot arabe communément utilisé dans le monde musulman pour désigner quelqu'un qui a émigré d'un endroit à un autre. 

## Arabie au début de l'islam
Le terme muhadjir désigne au départ les premiers musulmans, parents et compagnons de Mahomet, qui émigrèrent avec lui en 622 de La Mecque à Yathrib (Médine), voyage appelé l'Hégire (هجرة, hidjra en arabe), par opposition aux Ansars, habitants de Médine convertis à l'islam pendant le séjour de Mahomet.

## Balkans

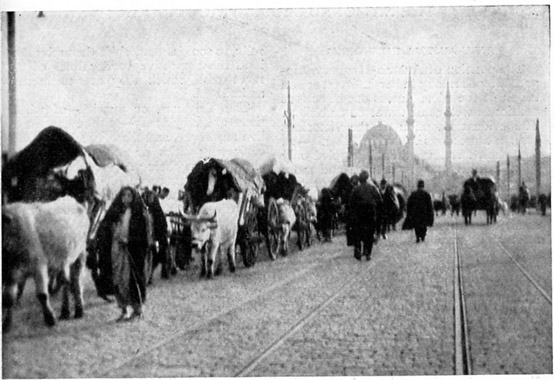
Muhajirs des Balkans vers la Turquie durant la Première guerre des Balkans, 1912

Dans les Balkans, on appelle muhadjir (muhaxhir (en) en albanais) les musulmans albanais ou slaves expulsés de plusieurs régions des Balkans pendant la guerre d'indépendance grecque, la guerre balkanique de 1875-1878 et autres conflits de la fin de la période ottomane, et réfugiés en Albanie, Kosovo ou Macédoine restées ottomans jusqu'en 1912. Ainsi, lors de l'annexion de la région de Niš par la principauté de Serbie en 1881, 30 000 Albanais de Niš auraient été chassés vers le Kosovo.

## Pakistan et Bangladesh
Les Muhadjirs (Muhajir, Mohajir) du Pakistan et du Bangladesh sont des réfugiés musulmans de langue ourdou qui ont fui l'Inde après la partition de 1947. Bien que ces personnes soient issus de divers groupes ethniques et régions de l'Inde : l'Uttar Pradesh, le Bihar et Hyderabad, elles sont considérées comme un groupe ethnique en tant que tel au Pakistan où le parti politique MQM a été fondé autour de la défense de leurs intérêts.
Les Muhadjirs sont dispersés à travers tout le Pakistan, mais sont surtout majoritaires à Karachi, où des heurts inter-ethniques les ont sporadiquement opposés à des groupes autochtones comme les Sindis ou immigrés plus récemment comme les Pachtounes. La plupart des Muhadjirs qui ont initialement immigré au Pakistan (dont les parents de l'ancien président Pervez Musharraf, né à Delhi en 1943) étaient relativement plus instruits que la plupart des Pakistanais autochtones ; ils ont donc occupé en plus grande proportion des postes dans la fonction publique et dans les professions libérales dans les premières années, ce qui a également provoqué des frictions avec les Penjabis, le principal groupe ethnique du Pakistan.

## Turquie

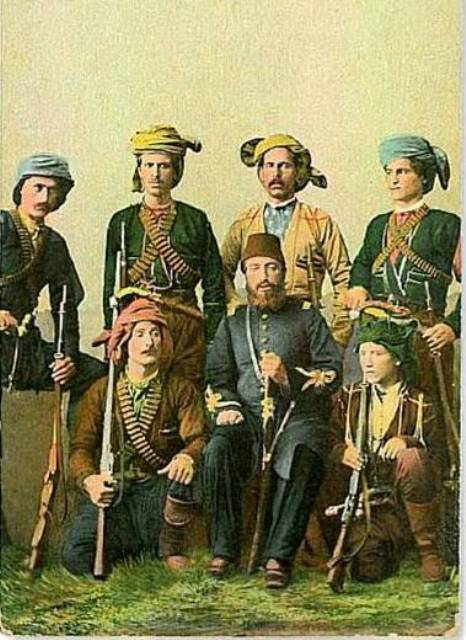
Réfugiés-muhadjirs : Ali Pasha Kuryuksu entouré de Géorgiens ottomans pendant la guerre russo-turque (1877-78). À la fin de la guerre, il supervise l'installation des Géorgiens ottomans à Fatsa.

En Turquie, on désigne sous le vocable muhadjirs (muhacir (en), maacir) les réfugiés musulmans qui ont immigré, volontairement ou non, vers ce qui restait de l'Empire ottoman à la fin du XIXe siècle et au début du XXe siècle, et in fine vers les territoires correspondant à la Turquie actuelle, en provenance des territoires ottomans désormais contrôlés par des États non-musulmans (Russie, France, Royaume-Uni, Italie ou les nouveaux États balkaniques) : Turcs ethniques, Tatars de Crimée, Grecs musulmans, Albanais, Bosniaques, Pomaks, Circassiens, Tchétchènes, Mahdistes soudanais, partisans de l'émir algérien Abdelkader. La migration forcée des Circassiens, convertis puis chassés du Caucase russe en 1864, est un des déplacements les plus importants.
Les Géorgiens de Turquie ( géorgien : ქართველები თურქეთში), connus également sous le nom de Chveneburi sont des citoyens et résidents de Turquie qui sont originaires de Géorgie dans le Caucase. Les Chveneburis sont arrivés en Turquie principalement en trois vagues de muhadzhiris en raison des pogroms et du « nettoyage ethnique » des peuples caucasiens dans l'Empire russe. La première vague de migration a eu lieu pendant et après la guerre russo-turque de 1828-1829. Plusieurs petites vagues d'immigration ont suivi jusqu'à la fin de la guerre russo-turque de 1877-1878, lorsque l'Empire ottoman a autorisé les Chweneburs à immigrer. Ensuite, la principale vague d'immigration comprend au moins 500 000 personnes des régions historiques de la Géorgie, qui ont une importante population musulmane dont celle de Batoumi et Kars. Cette vague de muhadzhiris (мухаджири) connue sous le nom de muhadzhiroba (მუჰაჯირობა) laisse de nombreuses régions musulmanes de Géorgie désertes. La dernière grande vague d'immigration a eu lieu en 1921, lorsque la Turquie a renoncé à ses revendications sur l'Adjarie avec le traité de Kara signé entre la Turquie kémaliste et les républiques soviétiques de la Transcaucasie. Les musulmans turcophones de la Haute Adjarie sont également impliqués dans cette dernière vague de muhadzhiris. Les Adjars sont également appelés dans leurs lieux d'origine, batumullar pour les habitants de Batoumi, kuryuksular pour les habitants de Kobuleti, etc.